# 온대

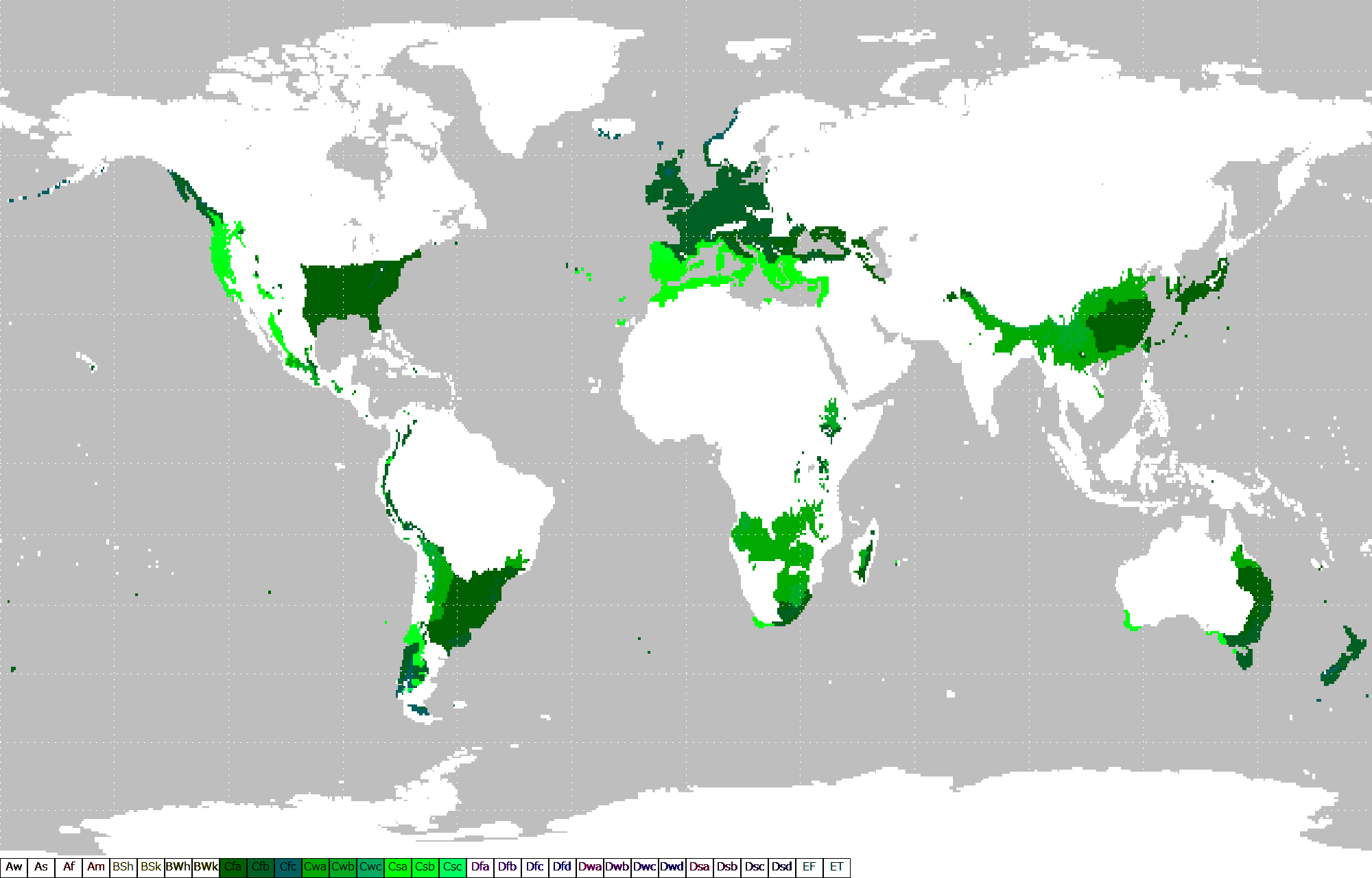
온대 기후 (녹색 부분)

온대(溫帶)는 회귀선과 극권 사이의 중위도 지방으로, 열대와 한대 사이에 해당한다. 연중 온난한 기후를 보이며 쾨펜의 기후구분에서의 기호는 C로 저위도에서 세 번째에 위치함을 나타낸다. 사계절이 뚜렷한 특징을 가지고 있다. 계절은 남반구와 북반구가 서로 반대로, 북반구가 한여름이면 남반구는 한겨울이 된다.

## 정의
- 최한월의 평균 기온이 -3℃ 이상 18℃ 미만(겨울철 내린 눈이 봄에는 녹을 것. 단, 동해 연안 등의 폭설 지역에서는 그러지 않는 지역도 있음. 야자가 생육할 정도는 아닐 것).
- 최난월의 평균 기온이 10℃ 이상일 것.
- 연평균 강수량이 건조 한계 이상일 것.

## 특징
온대는 더운 기후의 안정으로 먹이가 풍부해 연간 내내 치열한 먹이사슬이 유지될 수 있는 환경이 조성되나 온대는 동절기를 통해 생물체에 열악한 환경을 일정 기간 동안 제공한다. 그러나 동물행동학과 생태학의 전문가들은 이러한 온대의 특성이 겨울철을 지나 봄철에 급격하게 번성하는 식물의 성장을 통해 폭발적인 먹이 양이 증가하는 과정은 서식지의 순간 팽창으로 이어져 생태계의  동물 이주를 가능하게 하는 주요 메커니즘으로 이를 언급하고 있다.
농업에 적합하여 예로부터 문명이 발달하였고 현재도 생산성이 높은 농업과 산업이 발전한 지역이 집중되어 있다.

## 분포 지역
대한민국 남부, 일본 전역, 이탈리아 남부나 브라질 남부가 속하며 대륙 동안에서는 위도 30~40° 정도의 지역에 분포하지만, 대륙 서안에서는 난류로 데워진 편서풍의 영향으로 비교적 온난하기 때문에 보다 고위도 지역에도 분포한다.

## 기후구
쾨펜의 기후구분에서는 4개 기후구로 세분된다.
- 온난 습윤 기후(Cfa): 여름에 고온 다습하며 겨울에 비가 내린다.
- 서안 해양성 기후(Cfb/Cfc): 기온과 강수량의 연교차가 작다.
- 온대 하우 기후 또는 온대 동계 소우 기후(Cwa/Cwb/Cwc)
- 지중해성 기후(Csa/Csb/Csc): 여름은 건조하며 겨울에 비가 내린다.

f는 습윤(feucht), w는 겨울에 건조(wintertrocken), s는 여름에 건조(sommertrocken) a·b는 월평균 기온이 22도를 넘는가에 대한 독일어 표기이다.

## 열대와의 차이
| 기후   | 열대 | 온대                                                                             |
| 온도   | 평균온도가 덥거나 따뜻하다 | 지구 자전 각도에 의해 약 30도가량 연간 온도차가 발생한다.                        |
| 습도   | 연중으로 일정하게 높다 | 가을철과 겨울철을 통해 건조해졌다가 봄과 여름에 습도가 상승                      |
| 강우량 | 연간 온도와 일조량이 높아 강우량이 많다.                                                                                             | 사계절이 형성되어 우기와 건조기가 정기적으로 번갈아가며 순환한다.                |
| 토양   | 연중 식물의 활발한 재이용(plant recycle)으로 토양 내 낙엽 등에 의한 유기물 함량이 온대에 비해 상대적으로 낮다. (낙엽 등 분해량 대비) | 겨울철을 전후한 저온 현상으로 유기물의 함량이 높다. (낙엽 등 분해량 대비 약 50%) |

## 같이 보기
- 열대
- 서안 해양성 기후